# Frederic Yates
Frederic Yates (1854-1919) est un peintre britannique. Il a peint des paysages et des portraits notamment du président Woodrow Wilson et du président hawaïen Sanford Ballard Dole. Il vit dans le Lake District à partir de 1902.

## Biographie
Frederic Keeping naît à Southampton en 1854. Sa famille s'installe ensuite à Liverpool, avant de déménager en Amérique. Pour une raison inconnue, la famille change son nom de Keeping à Yates.
Il étudie la peinture dans les ateliers parisiens de Léon Bonnat, Gustave Boulanger et Jules Lefebvre. En 1886, il s'installe à San Francisco où sa famille vit depuis quelques années plus tôt. Il épouse Emily, une Américaine, en 1887. Il devient un portraitiste reconnu et enseigne à la toute nouvelle Art Students League de San Francisco.

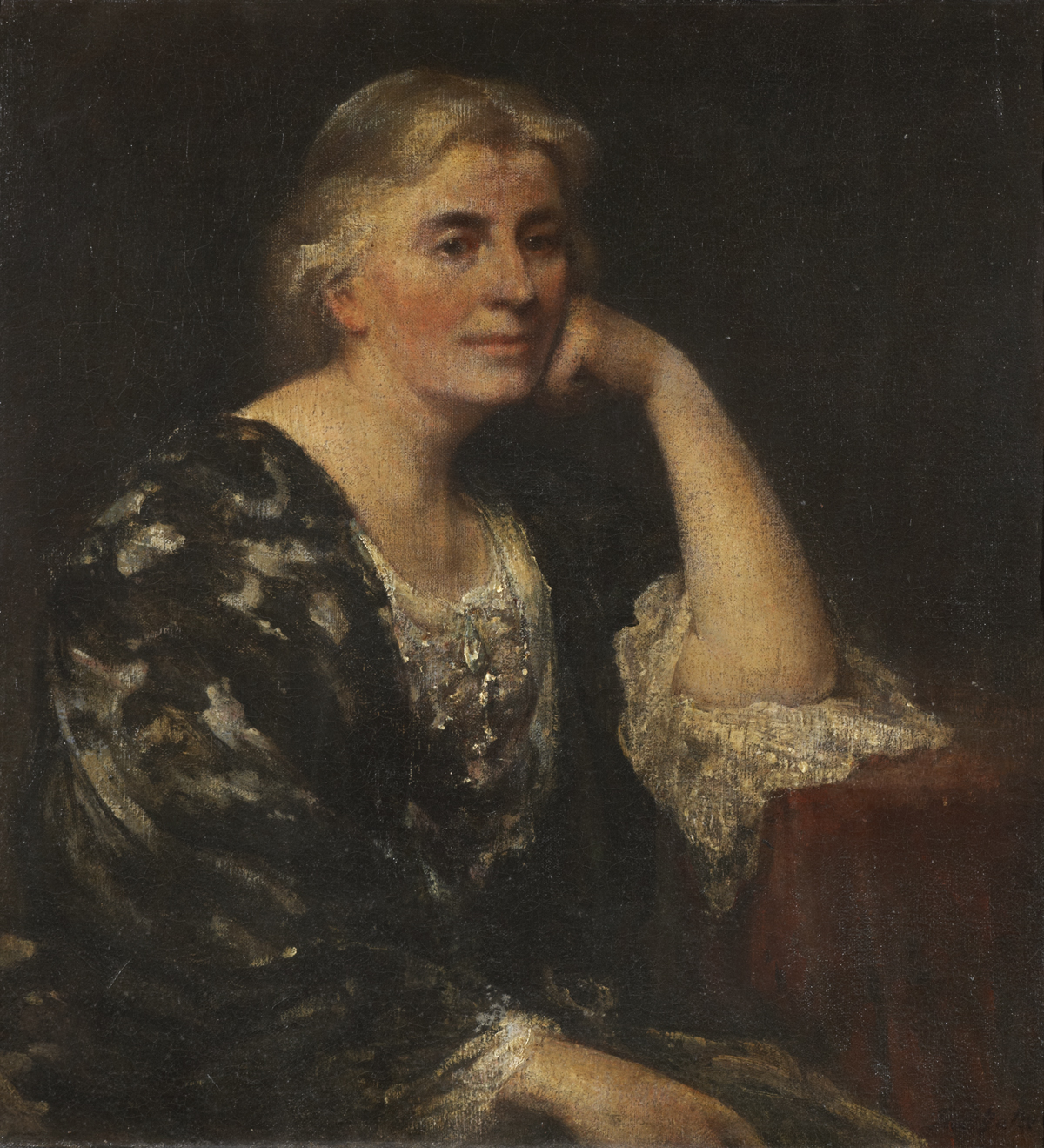
Portrait de Mary Yates par son père.

En 1890, Frederic et Emily s'installent dans le Kent où leur fille Mary naît l'année suivante . Ils vont en Amérique pour voir les grands-parents de Mary. Pendant un séjour à Hawaï, Yates réalise un portrait du président hawaïen Dole. Ils visitent la Chine et le Japon au cours des années suivantes.
Frédéric fait la connaissance de la marquise douairière du Downshire qui devient sa mécène et l'introduit dans la société londonienne. Yates est actif à San Francisco jusqu'en 1900, date à laquelle il retourne en Angleterre. Yates a une commande pour peindre l'éducatrice Charlotte Mason dans le Lake District et il décide d'y emmener sa fille. Ils vivent à « Cote How » près de Grasmere jusqu'en 1906. Durant cette période il peint le pédagogue et fondateur de la Bedales John Badley. Il est invité en Amérique pour assister à l'investiture du président américain Woodrow Wilson et pour peindre son portrait. Selon la bibliothèque Armitt, Yates reçoit le drapeau sur lequel Woodrow Wilson a posé sa main en prêtant serment. Il meurt en 1919 à Marylebone, un quartier de Londres.
Le Honolulu Museum of Art et la National Portrait Gallery de Londres détiennent des œuvres de Frederic Yates. Vingt et une peintures de Yates figurent dans les collections publiques britanniques.